# Honda Argento Vivo
Honda Argento Vivo – sportowy roadster marki Honda zaprojektowany przez włoskie studio Pininfarina. Protoplasta modelu S2000.
Bardzo niska sylwetka auta została wykończona przednim pasem z wąskimi reflektorami, a nadwozie auta wykonano z aluminium oraz włókna szklanego. Samochód wyposażono także w twardy, składany dach. We wnętrzu dominuje skóra, aluminium i drewno.
2,5 l, 5-cylindrowy silnik o mocy 190 KM napędzający tylne koła. Po prezentacji samochód zdobył kilka nagród branżowych.
Zaprojektowana przez Pininfarine Honda spodobała się Sułtanowi Brunei, który zamówił do swej kolekcji pięć pojazdów ze zmianą zawieszenia, hamulców, skrzyni biegów oraz zapożyczonego od Mercedesa silnika – 7,3 l V12 AMG. Każdy z nich kosztował ponad 2 mld USD.